# إيمري هورفاث
إيمري هورفاث (بالمجرية: Horváth Imre)‏ هو سياسي مجري، ولد في 28 يونيو 1944 في المجر. حزبياً، نشط في الحزب الإشتراكي المجري. في الانتخابات البرلمانية المجرية 2014 ‏، انتخب عضو الجمعية الوطنية المجرية عن دائرة الدائرة الفردية الحادية عشر في بودابست ‏ وقد انضم خلال فترته النيابية ‏ (8 ديسمبر 2014 – ) للكتلة البرلمانية الحزب الإشتراكي المجري.